# Повітряний корпус «Туніс»
Повітряний корпус «Туніс» (нім. Fliegerkorps Tunis) — авіаційний корпус Люфтваффе за часів Другої світової війни.

## Історія
Повітряний корпус «Туніс» сформований 12 лютого 1943 року шляхом перейменування авіаційного командування Туніс (нім. Fliegerführer Afrika).

## Командування

### Командири
- генерал-майор Ганс Зайдеманн (нім. Hans Seidemann) (12 лютого — 14 травня 1943).

## Склад сил
- 1.(F)/121;
- Винищувальне командування «Центр»;
  - 53-тя винищувальна ескадра (JG 53);
  - 10-та ескадра швидкісних бомбардувальників (SKG 10) з III. (III./SKG 10) авіагрупою;
  - 3-тя ескадра пікіруючих бомбардувальників (StG 3) з II. (II./StG 1) авіагрупою;
  - 2-га штурмова ескадра (SG 2) з 8-м штаффелем (протитанковим), (8 (Pz)./SchG 2);
  - 4-й штаффель 1-ї мінної авіагрупи (Minensuchgruppe 1);
  - 2.(H)/14.
- Винищувальне командування «Африка» (оберст В. Гаген):
  - 77-ма винищувальна ескадра (JG 77) зі штабом, I., II., III. авіаційними групами;
  - 51-ша винищувальна ескадра (JG 51) з II. авіаційною групою;
  - 2-га ескадра швидкісних бомбардувальників (SKG 2);
  - 4.(H)/12